# 吉祥院 (川口市)
吉祥院（きちじょういん）は、埼玉県川口市にある真言宗智山派の寺院。

## 歴史
創建年代は不明であるが、室町時代に宥鎮和尚が中興していることから、その頃までには既に存在していたものと推測される。
当初は荒川の堤防にあり、洪水の度に地元住民によって再建され続けてきた。境内には八幡神社が置かれ、その別当寺になっていた。
宥鎮和尚は同市の錫杖寺を中興した僧侶である。そういう経緯により、当寺は錫杖寺の末寺となっている。一説では現在地に移転したのは宥鎮の代だといわれている。
当寺の本尊は毘沙門天である。これは行基自ら彫ったものといわれており、太田道灌が江戸城を築城する際に北の守り本尊として安置されていたが、当寺の中興時に道灌が寄進したものといわれている。
なお、かつて境内にあった八幡神社は移転時に分離し、1974年（昭和49年）に氷川神社と合併し横曽根神社となっている。

## 交通アクセス
- 川口駅より徒歩17分。